# نبرد هیتوکوتوزاکا

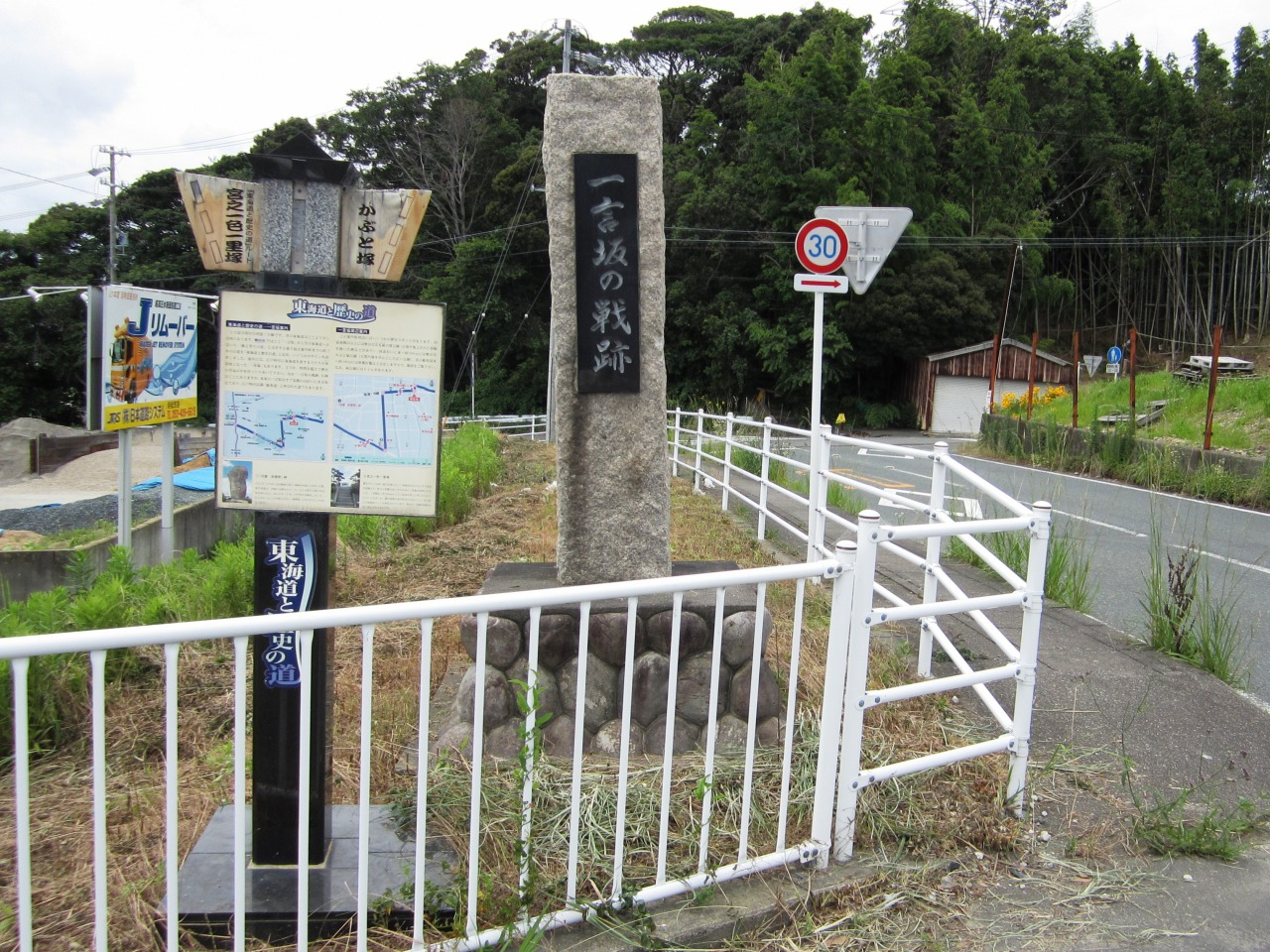
سایت محل نبرد

نبرد هیتوکوتوزاکا (به ژاپنی: 一言坂の戦い ひとことざかのたたかい)، یکی از نبردهای عملیات سیجو در اواخر دوره سنگوکو بود که توسط خاندان کای تاکدا در ۱۰ اکتبر ۱۵۷۲ در ولایت توتومی پیرامون قلعه فوتاماتا علیه توکوگاوا ایه‌یاسو انجام شد.